# Thøger Thøgersen
Thøger Ingvard Marius Thøgersen (* 24. Februar 1885 in Viborg; † 9. Dezember 1947 in Kopenhagen) war ein dänischer Politiker. Er war von 1927 bis 1929 Vorsitzender der Kommunistischen Partei Dänemarks.

## Leben
Thøgersen wuchs in einem sozialdemokratischen Elternhaus auf. Anfang 1902 wurde er zum Vorsitzenden der sozialdemokratischen Jugendorganisation in Viborg gewählt. Thøgersen erlernte in Viborg den Beruf des Sattlers und ging als junger Geselle nach Kopenhagen. Nach Ausbruch des Ersten Weltkrieges wurde er 1914 wegen seiner Kritik an der Bewilligung der Kriegskredite aus der Sozialdemokratie ausgeschlossen. Nachdem er in Deutschland gearbeitet hatte, war Thøgersen nach seiner Rückkehr nach Dänemark in der Bewegung der Kriegsdienstverweigerer (dänisch Militærnægterbevægelsen) sowie der Vereinigung der Gewerkschaftsopposition (dänisch Fagoppositionens Sammenslutning) aktiv. Für beide Organisationen trat er als Agitator und Redner in Erscheinung. Aufgrund seines antimilitaristischen und gewerkschaftlichen Engagements wurde er mehrfach verhaftet und zu Gefängnisstrafen verurteilt.
1918 gründete Thøgersen zusammen mit Marie Nielsen die Sozialistische Arbeiterpartei (dänisch Socialistisk Arbejderparti), deren Vorsitz er mit Nielsen übernahm. Er war auch Redakteur ihrer Zeitung Klassekampen. Im November 1919 ging diese Partei in der Linkssozialistischen Partei Dänemarks (dänisch Danmarks Venstresocialistiske Parti) auf. Letztere schloss sich 1920 der Komintern an und änderte ihren Namen in Kommunistische Partei Dänemarks (dänisch Danmarks Kommunistiske Parti, DKP). Thøgersen war seit 1920 Mitglied der Parteileitung der DKP und in den 1920er Jahren an den Richtungskämpfen innerhalb der DKP beteiligt. Während des Generalstreiks und Unruhen in Randers 1922 wurde er erneut verhaftet, später jedoch freigesprochen. Zwischen August 1927 und 1929 war Thøgersen Vorsitzender der DKP.
Um 1930 gab es erneut Richtungskämpfe in der DKP zwischen der Gruppe um Thøgersen einerseits und der Gruppe um Aksel Larsen andererseits. Thøgersen wurde des „Rechtsopportunismus“ beschuldigt. Die Gruppe um Larsen erhielt Unterstützung der Komintern, Thøgersen wurde im Juli 1930 aus dem ZK, im August 1931 aus der Partei ausgeschlossen. Er ging nach Moskau, um seinen Ausschluss von der Komintern prüfen zu lassen. Unter der Bedingung nicht wieder den Parteifrieden zu stören, wurde er von der Internationalen Kontrollkommission wieder in Partei aufgenommen. Nach seiner Rückkehr aus der Sowjetunion im Jahre 1936 übernahm Thøgersen wieder Funktionen innerhalb der Partei und wurde ins ZK gewählt. Er wurde Mitarbeiter bei der Parteizeitung Arbejderbladet.
Im Frühjahr 1938 wurden in Frederikshavn auf die beiden spanischen Trawler „Cierco“ und „Abrego“ Brandanschläge verübt. Den Auftrag dazu soll Richard Jensen, Mitglied der Wollweber-Organisation (Sabotagegruppe der Komintern gegen die Marine der faschistischen Staaten) gegeben haben. Da Thøgersen im engen Kontakt zu Jensen stand, wurde auch er nach dem Einmarsch deutscher Truppen in Dänemark verhaftet und angeklagt. Im Juli 1941 wurde Thøgersen freigesprochen, jedoch als Kommunist nicht freigelassen. Die illegale Parteileitung der DKP schloss ihn wegen seines Kontakts zu Jensen erneut 1941 aus der Partei aus. Die nächsten zwei Jahre verbrachte Thøgersen teils im Vestre-Gefängnis, teils im Internierungslager Horserød. Ab Herbst 1943 bis zum Ende des Krieges war Thøgersen im KZ Stutthof inhaftiert.
Nach seiner Befreiung kehrte Thøgersen nach Dänemark zurück und wurde wieder in die DKP aufgenommen. Aufgrund seiner durch die KZ-Haft zerrütteten Gesundheit starb er 1947.

## Schriften
- Hvorfor et kommunistisk Parti?  1928.
- Stat, Kommune og Klassekamp. Arbejderforlaget, Kopenhagen 1928.